# 大别山五针松
大别山五针松（学名：Pinus armandii var. dabeshanensis）是松科松属植物华山松的变种，为中国的特有植物。1956年在安徽省岳西县鹞落坪的门坎岭首次发现。分布于中国大陆的湖北、安徽等地，生长于海拔900米至1,400米的地区，常生长在山坡路边、山坡、石壁陡坡地和石缝。
大别山五针松针叶细长、种子较大、无翅或具极短的残翅。
大别山五针松的分类地位存在争议。当前一般认为是华山松的变种，但也有不少学者认为是独立种（Pinus dabeshanensis），也有观点认为是海南五针松的一个变种（Pinus fenzeliana var. dabeshanensis）。